# Tux
Tux (Такс/Тукс, скорочено. від англ. tuxedo — смокінг, Torvalds UniX — Юнікс Лінуса Торвальдса) — офіційний талісман Linux, створений в 1996 році Ларрі Юїнгом. Це пухкий пінгвін, що має ситий і задоволений вигляд. Ідею використовувати пінгвіна як талісман Linux висунув творець цього ядра Лінус Торвальдс.
Tux був намальований за допомогою вільного растрового графічного редактора GIMP та переміг у змаганні логотипів Linux.
Перша людина, яка назвала пінгвіна Таксом («TUX») — Джеймс Хьюз, написав, що це ім'я — акронім від «[T]orvalds [U]ni[X]».
Персонаж використовується в деяких іграх і комп'ютерних програмах під Linux, наприклад: SuperTux, SuperTuxKart, Tux Racer, Pingus, Tux Paint.

## Історія

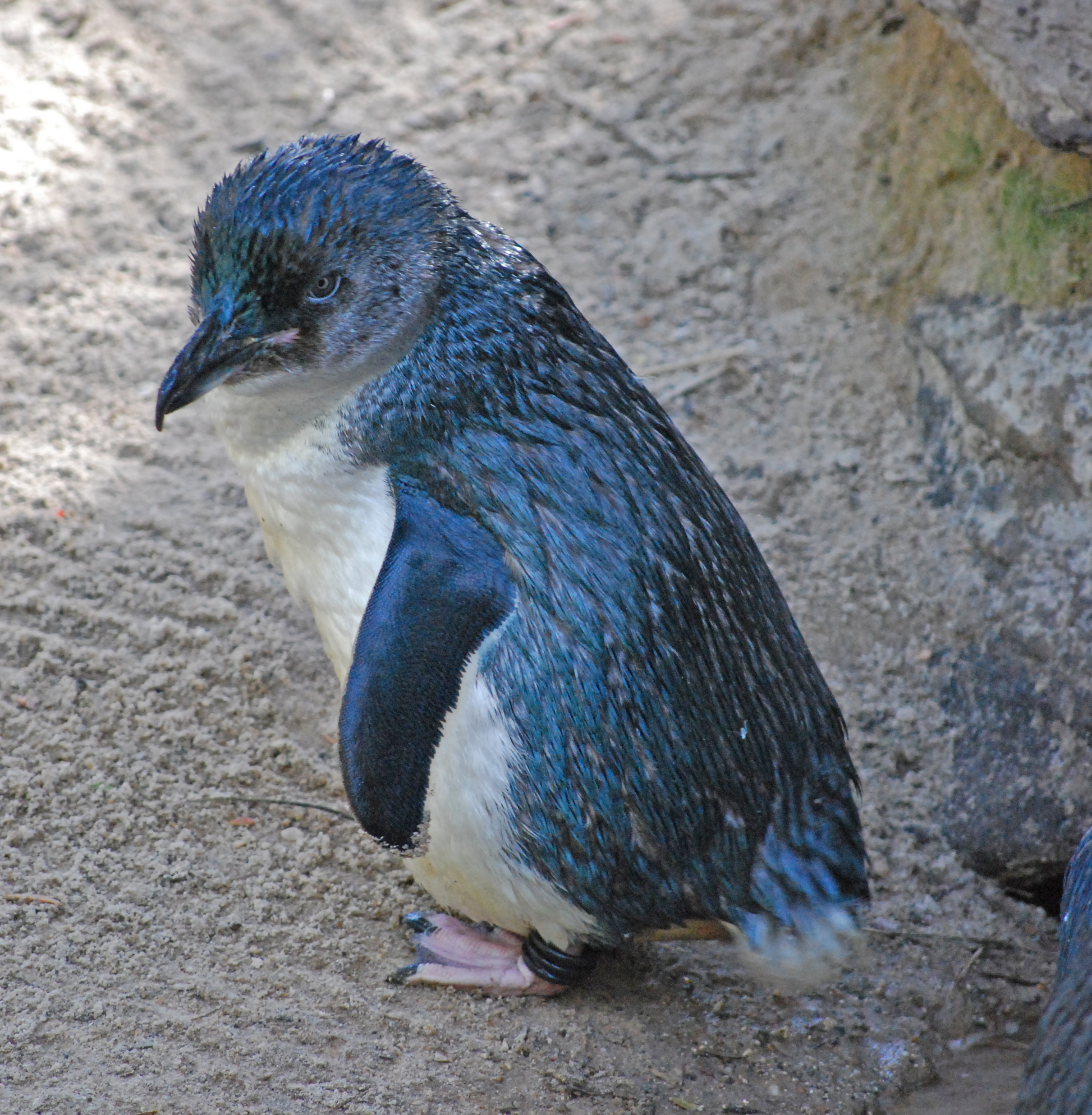
Малий пінгвін, який надихнув Торвальдса використовувати пінгвіна як талісман

Історія Tux'а почалася в 1996 році, коли в списку розсилки розробників ядра Linux появились перші розмови про талісман. Серед більшості прикладів можна було побачити або пародії на логотипи других ОС, або стандартних тварин типу орлів чи акул. Дискусії затихли після того, як Лінус Торвальдс випадково обмовився про те, що йому подобаются пінгвіни. Було декілька спроб намалювати пінгвінів в різних позах, після чого поступило пропозиція логотипу у вигляді пінгвіна, який тримає Землю. Ось відповідь Лінуса на спроби Дейла Шітза намалювати такий логотип:

Re: Прототип логотипу Linux.
Лінус Торвальдс
Четвер, 9 травня 1996 17:48:56 +0300 (EET DST)
Хтось оголосив конкурс на логотип, напевно люди можуть вже надсилати свої пропозиції…
У будь-якому випадку, щодо цієї ідеї: жалюгідний пінгвін не виглядає досить сильним, щоб утримати світ, і його розчавить. Поганий, негативний логотип з цієї точки зору…
Тепер, перед тим як розмірковувати про пінгвінів, спочатку гарненько заспокійливо вдихніть, і подумайте «симпатичний». Ще раз вдихніть: «милий». Поверніться до «симпатичного» на деякий час (не припиняючи розслаблено дихати), потім уявіть: «задоволений».
Все ще зі мною? Відмінно…
Повертаючись до пінгвінів (таких симпатичних) — «задоволений» може означати тільки дві речі: тільки що потрахався або наївся оселедця. Повірте мені, я експерт з пінгвінів, інших значень бути не може.
Ми звичайно не хочемо, щоб наш пінгвін був вульгарним (може бути і хочемо, але це не в наших правилах, тому не будемо), значить виберемо варіант з «наповненим до країв оселедцем».
Отже, ви повинні представляти пухкого (*) пінгвіна, який сидить, об'ївся і тільки що ригнув. Він сидить з блаженною посмішкою — адже життя хороше, коли ти тільки що з'їв десяток кілограмів сирої риби і відчуваєш нову відрижку на підході.
(*) Не товстого, але має бути відразу зрозуміло, що він занадто пухкий, щоб стояти.
Якщо ви не можете уявити себе кимось, що приходять в захват від сирої риби, замініть її шоколадом або чимось ще, але загальна ідея повинна бути зрозуміла.
Відмінно, ми уявляємо собі милого, симпатичного, приємного, пухкого пінгвіна, який тільки що об'ївся оселедцем. Все ще зі мною?
Тут починається найскладніша частина. З цією картиною, чітко вигравіруваним у вашій свідомості, потрібно накидати її стилізовану версію. Трохи деталей — всього лише чорний контур пензлем (ви точно знаєте цей ефект, коли ширина лінії змінюється). Для цього потрібен талант. Покажи людям таку картинку, і вони повинні сказати [над-солодкий голос]: «Ммм, який милий пінгвинчик, тримаю парі він тільки що об'ївся оселедця …», а маленькі діти будуть підстрибувати і верещати «Мамочка, матуся, можна і мені такого ж?».
Потім можна буде зробити ще одну версію, побільше, більш деталізовану (і, може бути, що схилився на земну кулю, але я не думаю, що варто робити «мачо-пінгвіна», що асоціюється з Атлантом або чимось подібним). Ця версія може грати в хокей з чортенятком FreeBSD, або робити що-небудь ще. Однак сам пінгвін, поодинці, буде логотипом, а всі інші будуть використовувати його на зразок актора в сценках.

Лінус.Оригінальний текст (англ.)
Re: Linux Logo prototype.
Linus Torvalds
Thu, 9 May 1996 17:48:56 +0300 (EET DST)
Somebody had a logo competition announcement, maybe people can send their ideas to a web-site..
Anyway, this one looks like the poor penguin is not really strong enough to hold up the world, and it's going to get squashed. Not a good, positive logo, in that respect..
Now, when you think about penguins, first take a deep calming breath, and then think "cuddly". Take another breath, and think "cute". Go back to "cuddly" for a while (and go on breathing), then think "contented".
With me so far? Good..
Now, with penguins, (cuddly such), "contented" means it has either just gotten laid, or it's stuffed on herring. Take it from me, I'm an expert on penguins, those are really the only two options.
Now, working on that angle, we don't really want to be associated with a randy penguin (well, we do, but it's not politic, so we won't), so we should be looking at the "stuffed to its brim with herring" angle here.
So when you think "penguin", you should be imagining a slighly overweight penguin (*), sitting down after having gorged itself, and having just burped. It's sitting there with a beatific smile - the world is a good place to be when you have just eaten a few gallons of raw fish and you can feel another "burp" coming.
(*) Not FAT, but you should be able to see that it's sitting down because it's really too stuffed to stand up. Think "bean bag" here.
Now, if you have problems associating yourself with something that gets off by eating raw fish, think "chocolate" or something, but you get the idea.
Ok, so we should be thinking of a lovable, cuddly, stuffed penguin sitting down after having gorged itself on herring. Still with me?
NOW comes the hard part. With this image firmly etched on your eyeballs, you then scetch a stylizied version of it. Not a lot of detail - just a black brush-type outline (you know the effect you get with a brush where the thickness of the line varies). THAT requires talent. Give people the outline, and they should say [ sickly sweet voice, babytalk almost ]"Ooh, what a cuddly penguin, I bet he is just _stuffed_ with herring", and small children will jump up and down and scream "mommy mommy, can I have one too?".
Then we can do a larger version with some more detail (maybe leaning against a globe of the world, but I don't think we really want to give any "macho penguin" image here about Atlas or anything). That more detailed version can spank billy-boy to tears for all I care, or play ice-hockey with the FreeBSD demon. But the simple, single penguin would be the logo, and the others would just be that cuddly penguin being used as an actor in some tableau.
Linus
— https://web.archive.org/web/20070704183711/http://www.uwsg.indiana.edu/hypermail/linux/kernel/9605/0855.html

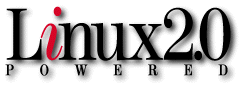
Творіння Метта Еріксона

Однак не Tux був обраний Linux-спільнотою в якості логотипу Linux . Він програв творінню Метта Еріксона, на якому було зображено назву L inux2.0 . Пінгвін отримав 541 голос — проти 785 у переможця. Але демократія в цьому випадку виявилася безсила, і Лінус відстояв свою «дитину». Звичайно, в ім'я справедливості, можна назвати Tux'а офіційним талісманом, а зображення Метта Еріксона — логотипом Linux. Хоча пінгвін, безсумнівно, набагато більш відомий.

### Tuz

Tuz, тасманійських дияволів.

На конференції linux.conf.au в 2009 році, був створений тасманійский диявол Tuz. Він був обраний в якості логотипу версії 2.6.29 Лінус Торвальдс, щоб підтримати порятунок тасманійських дияволів від вимирання через хворобу пухлини морди .
Зображення було розроблено Ендрю Макгоуни, і відтворено в форматі Inkscape SVG Джошем Бушем, і був випущений з ліцензією Creative Commons CC-BY-SA .

### Linux for Workgroups 2013

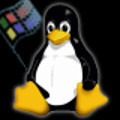
Логотип Tux в версії «Linux for Workgroups».

У випуску Linux 3.11-rc1, Лінус Торвальдс змінив кодове ім'я «Unicycling Gorilla» на «Linux for Workgroups», і змінив логотип, який деякі системи відображають при завантаженні, щоб зобразити Tux з прапором символу, який нагадує логотип Windows for Workgroups 3.11, випущеного в 1993 році .